# Дніпровський будинок органної і камерної музики
Дніпровський будинок органної і камерної музики — концертна установа у Дніпрі, розташована на проспекті Сергія Нігояна, 66, в приміщенні Свято-Миколаївського собору.
Георгій Туровець — єпархіальний архітектор Полтавської губернії розробив архітектурний проєкт Брянської церкви. Інтер'єр розробив Євстафій Костянтинович.
Брянська Миколаївська церква цегляна, крестова, з напівкруглою апсидою і гранованими камерами по кутах хреста, має п'ять куполів. Центральний купол — напівсферичний на круглому світловому барабані, перекриття інших приміщень — у формі зводу. Над кутовими камерами — гранені вежі, увінчані куполами, над західним притвором — триярусна дзвіниця.
У 1929 році із розпуском релігійної громади будинок передали Брянському заводу (нинішній Дніпровський металургійний завод).
Від 1929 року церкву використовували як будинок піонерів, спортивну школу і вугільний склад. Починаючи з 1985 року споруду реконструювали й установили тут двомануальний 12-тонний механічний орган, що має 30 регістрів і 2074 труби. Інструмент виконаний на спеціальне замовлення німецькою фірмою «Зауер» з Франкфурта-на-Одері.
28 квітня 1987 року о 18:00 годині в приміщенні Собору відбулося урочисте відкриття Дніпропетровського будинку органної та камерної музики, який вдало функціонує до теперішнього часу. 
У будинку органної і камерної музики проводяться міжнародні органні фестивалі, проводяться концерти органної і камерної музики, кількість відвідувачів сягає 30 тисяч слухачів у місяць. У колективі працює 70 музикантів, 4 оркестри, 4 квартети, ансамблі, 2 музичні лекторії. Це культурний осередок, що веде велику роботу з духовного збагачення мешканців Дніпра та майже щоденно проводяться концерти.
За мировою угодою, затвердженою Господарським судом Дніпропетровської області 26 серпня 2010 року, будівлю надано для проведення богослужінь громаді УПЦ МП за умов забезпечення безперешкодного функціонування Будинку органної та камерної музики.
Від 14 березня 2013 року відбуваються регулярні служби в підвальному приміщенні храму.

Будівля постраждала в ході російського вторгнення 11 березня 2022 року. Внаслідок ворожих обстрілів уламки снаряду влучили в стіни та вікна споруди.

## Світлини

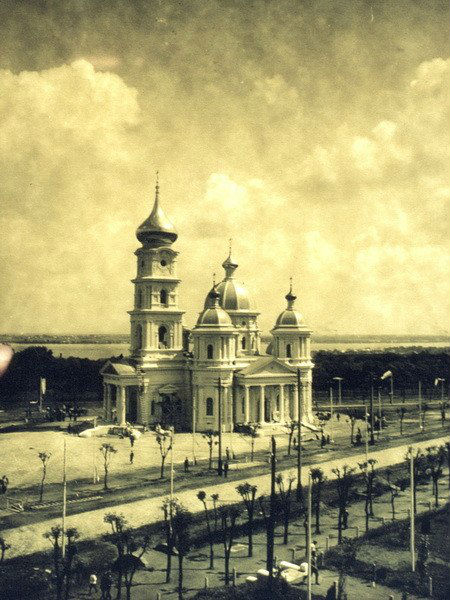
Брянська (Миколаївська) церква на Миколаївському (Калініна) проспекті (світлина 1915 р.)
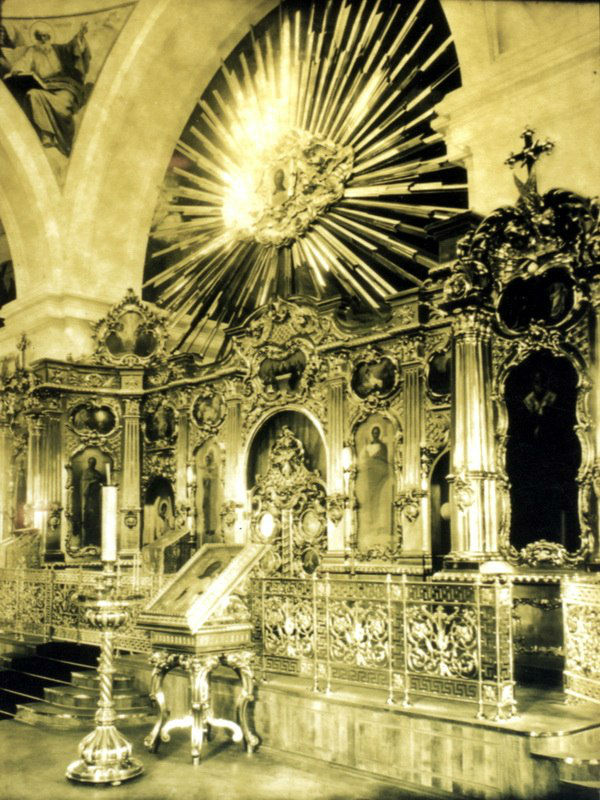
Кутовий вигляд іконостасу (світлина 1915 р.)
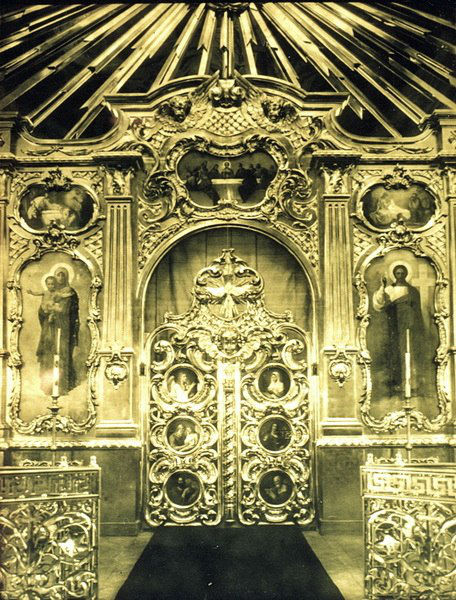
Іконостас (світлина 1915 р.)
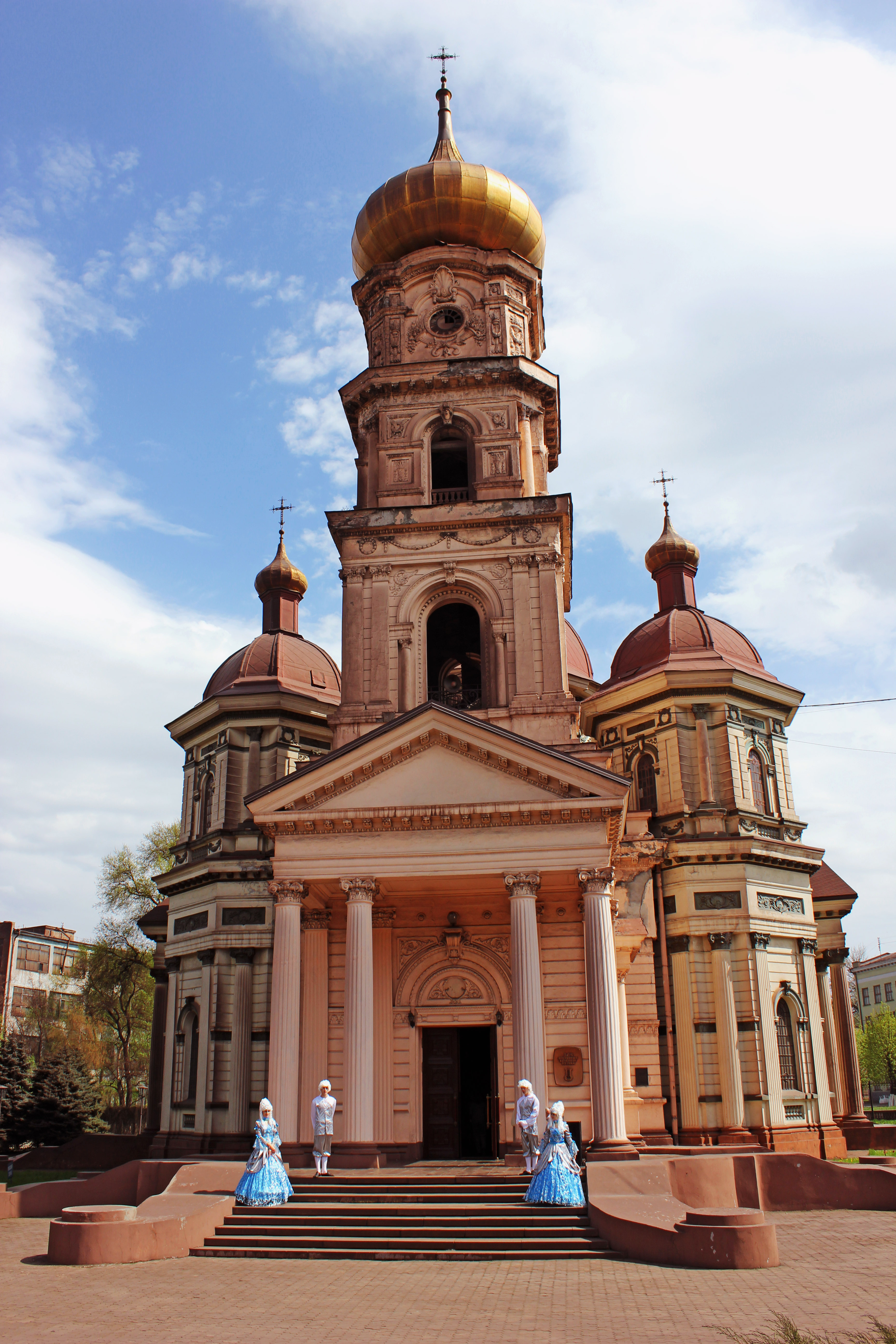
Портал та головний фасад
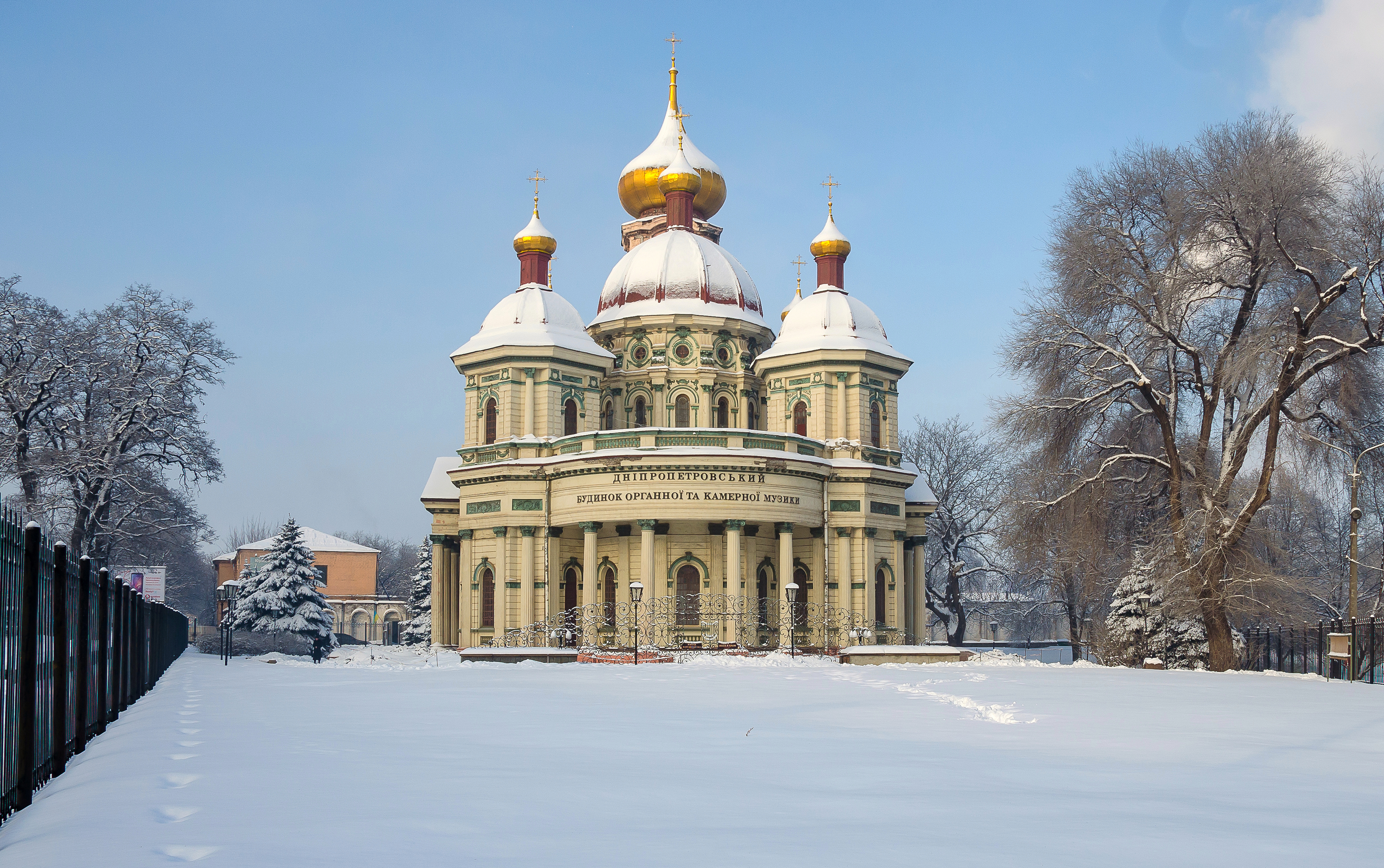
Церква взимку (2019 р.)
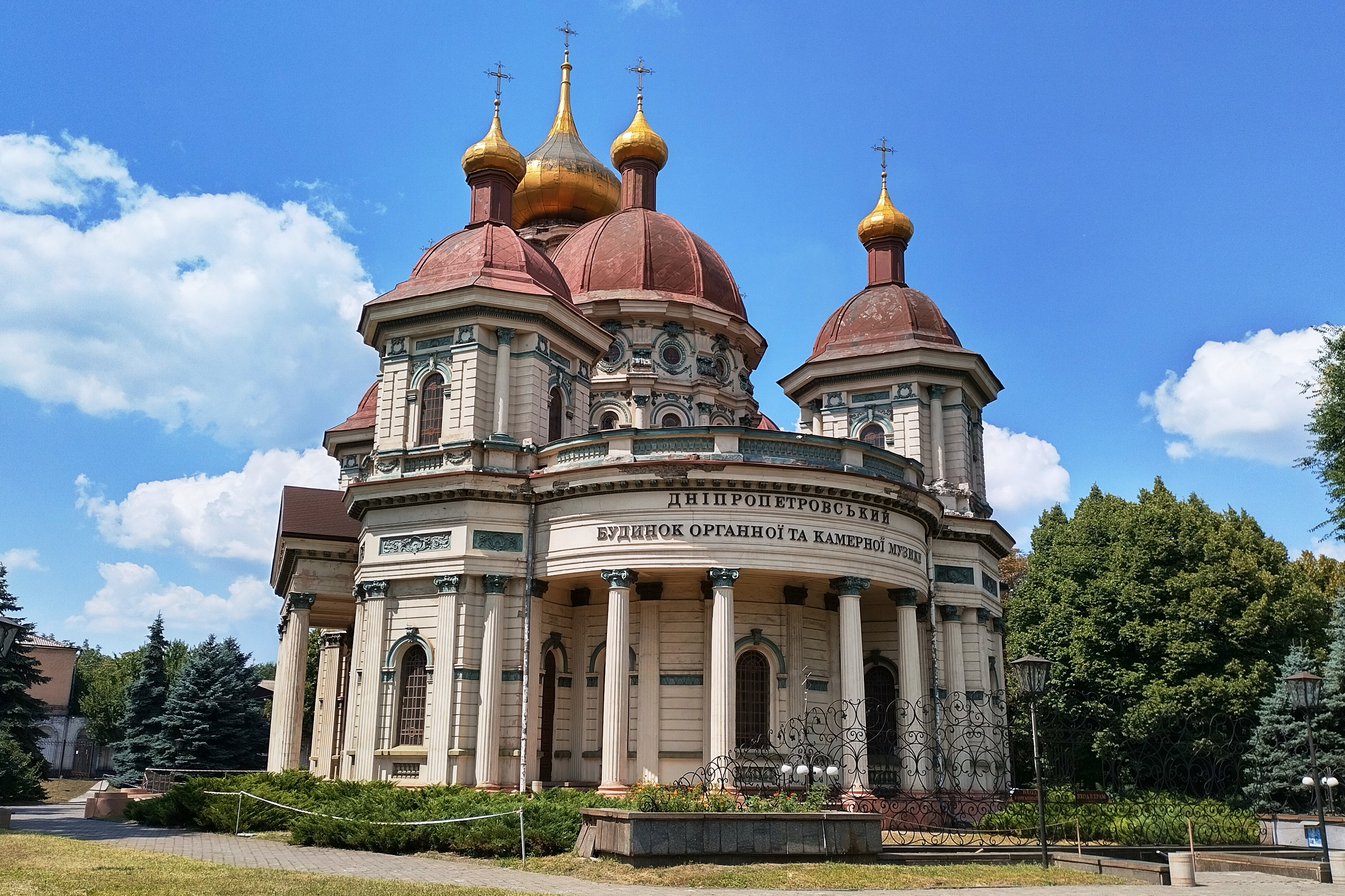
Кутовий вигляд